# Soldier of Fortune (jogo eletrônico)
Soldier of Fortune é um jogo eletrônico de tiro em primeira pessoa desenvolvido pela Raven Software e publicado pela Activision em 29 de fevereiro de 2000, para Microsoft Windows. Foi posteriormente lançado para o PlayStation 2 e Dreamcast, enquanto a Loki Software fez um port para Linux. Foi relançado digitalmente na GOG.com em 2 de outubro de 2018, junto com seus dois sucessores.

## Modos

### Um Jogador
O modo um jogador segue a história de um roubo de armas nucleares, e o principal inimigo é um grupo Neofacista africano baseado na Alemanha, liderado pelo exilado sul-africano Sergei Dekker. No início do jogo, terroristas roubam quatro armas nucleares de um armazém na Rússia, e as vendem para várias nações. Este é o prelúdio para a aquisição de armas de destruição em massa por este grupo terrorista. John Mullins, trabalhando como um mercenário (um "soldier of fortune") do grupo americano "The Shop", e seu parceiro, Aaron "Hawk" Parsons, recebem a missão de evitar que as bombas de caiam em mãos erradas, assim como de impedir os planos dos terrorsitas. As missões ocorrem em Nova Iorque, Sudão, Sibéria, Tóquio, Kosovo, Iraque, Uganda, e Alemanha.

### Multijogador
No modo multijogador, há diverso tipos de jogo, incluindo Assassination, Control, Deathmatch e Capture the Flag.

## Edições
Posteriormente, foram lançadas outras edições do jogo original, como Soldier of Fortune: Gold Edition e Soldier of Fortune: Platinum Edition.